# Philautus maosonensis
Philautus maosonensis es una especie de ranas que habita enl Vietnam y, posiblemente, también en China. 
Esta especie se encuentra amenazada de extinción debido a la destrucción de su hábitat natural.